# یوری آلکانترا
یوری آلکانترا (انگلیسی: Iuri Alcântara؛ زادهٔ ۴ اوت ۱۹۸۰) ورزشکار هنرهای رزمی ترکیبی و پرسنل نظامی اهل برزیل است.